# Văn Chấn
Văn Chấn là một huyện cũ nằm ở phía tây nam tỉnh Yên Bái cũ, Việt Nam.

## Địa lý
Huyện Văn Chấn nằm ở phía nam của tỉnh Yên Bái, huyện lỵ là thị trấn Sơn Thịnh nằm trên quốc lộ 32, nằm cách thị xã Nghĩa Lộ khoảng 10 km về phía đông, cách thành phố Yên Bái khoảng 70 km về phía tây, có vị trí địa lý:
- Phía đông giáp huyện Yên Lập và huyện Hạ Hòa thuộc tỉnh Phú Thọ
- Phía tây giáp huyện Mù Cang Chải, huyện Trạm Tấu và thị xã Nghĩa Lộ
- Phía nam giáp huyện Phù Yên, tỉnh Sơn La và huyện Tân Sơn, tỉnh Phú Thọ
- Phía bắc giáp huyện Văn Yên và huyện Trấn Yên.

Huyện Văn Chấn có diện tích 1.129,90 km², dân số năm 2019 là 116.804 người, mật độ dân số đạt 103 người/km².

## Hành chính

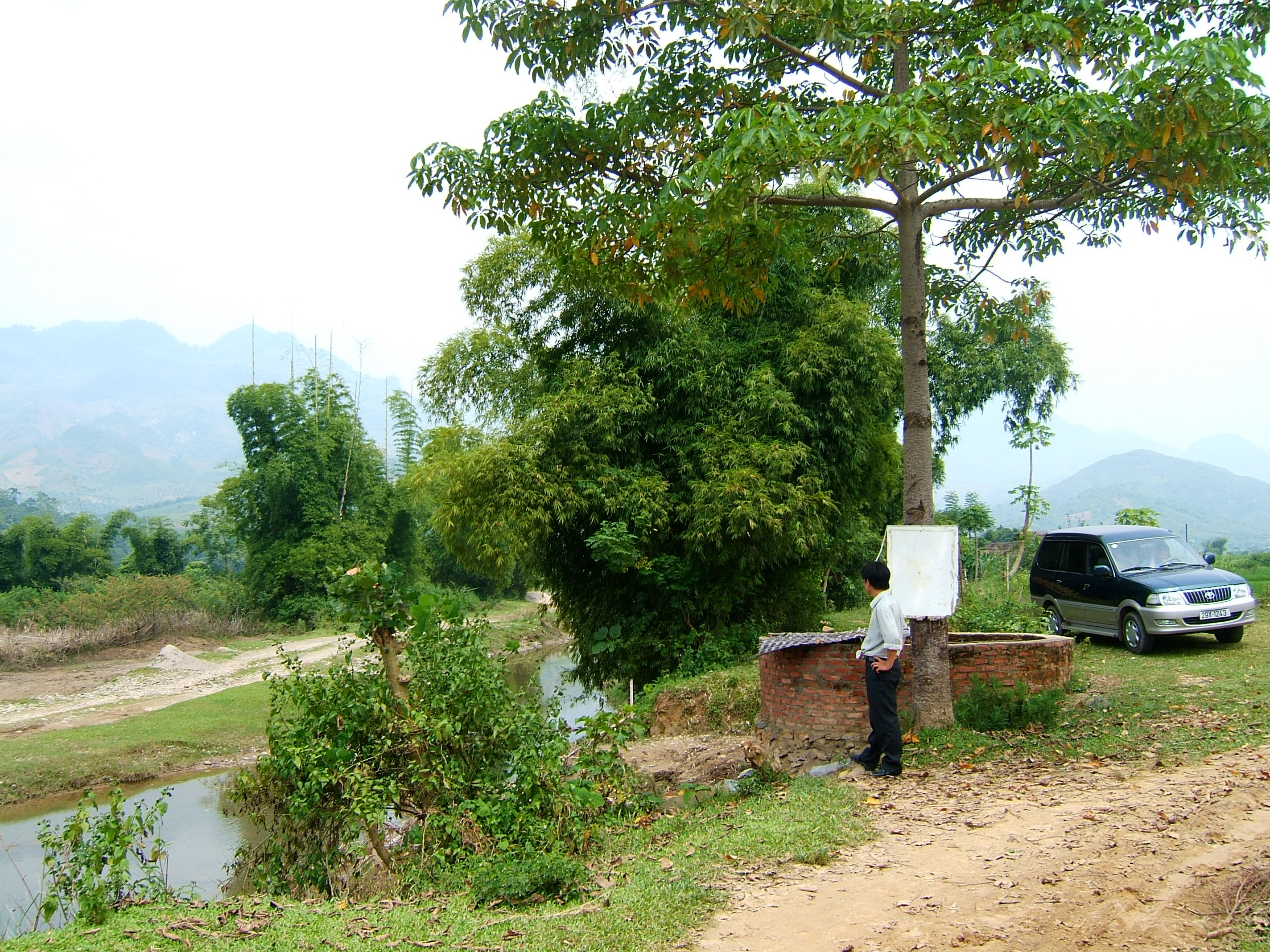
Suối nước khoáng tại Văn Chấn, phía xa mờ là dãy núi nơi có đặc sản chè Suối Giàng

Huyện Văn Chấn có 24 đơn vị hành chính cấp xã trực thuộc, bao gồm 3 thị trấn: Sơn Thịnh (huyện lỵ), Nông trường Liên Sơn, Nông trường Trần Phú và 21 xã: An Lương, Bình Thuận, Cát Thịnh, Chấn Thịnh, Đại Lịch, Đồng Khê, Gia Hội, Minh An, Nậm Búng, Nậm Lành, Nậm Mười, Nghĩa Sơn, Nghĩa Tâm, Sơn Lương, Sùng Đô, Suối Bu, Suối Giàng, Suối Quyền, Tân Thịnh, Thượng Bằng La, Tú Lệ.

## Lịch sử
Văn Chấn vốn là một châu thuộc khu tự trị Tây Bắc rồi từ năm 1962 đến năm 1975, thuộc tỉnh Nghĩa Lộ.
Ngày 8 tháng 3 năm 1967, thành lập thị trấn nông trường Trần Phú và thị trấn nông trường Nghĩa Lộ trực thuộc huyện Văn Chấn.
Sau năm 1975, huyện Văn Chấn thuộc tỉnh Hoàng Liên Sơn, gồm 3 thị trấn nông trường: Liên Sơn, Nghĩa Lộ, Trần Phú và 32 xã: An Lương, Bản Hẻo, Bình Thuận, Cát Thịnh, Chấn Thịnh, Đại Lịch, Đồng Khê, Gia Hội, Hạnh Sơn, Minh An, Nậm Búng, Nậm Lành, Nậm Mười, Nghĩa An, Nghĩa Lợi, Nghĩa Phúc, Nghĩa Sơn, Nghĩa Tâm, Phù Nham, Phúc Sơn, Sơn A, Sơn Lương, Sơn Thịnh, Sùng Đô, Suối Bu, Suối Giàng, Suối Quyền, Tân Thịnh, Thạch Lương, Thanh Lương, Thượng Bằng La và Tú Lệ.
Ngày 23 tháng 2 năm 1977, chuyển xã Bản Hẻo thành thị trấn nông trường Bản Hẻo, huyện Văn Chấn có 4 thị trấn và 31 xã.
Ngày 4 tháng 3 năm 1978, sáp nhập thị xã Nghĩa Lộ vào huyện Văn Chấn và chuyển thành thị trấn Nghĩa Lộ (thị trấn huyện lỵ huyện Văn Chấn). Huyện Văn Chấn có 5 thị trấn và 31 xã.
Tháng 10 năm 1989, giải thể thị trấn nông trường Bản Hẻo và sáp nhập toàn bộ diện tích vào thị trấn nông trường Liên Sơn.
Ngày 12 tháng 8 năm 1991, tái lập tỉnh Yên Bái từ tỉnh Hoàng Liên Sơn cũ, huyện Văn Chấn thuộc tỉnh Yên Bái.
Đến ngày 15 tháng 5 năm 1995, thị trấn Nghĩa Lộ được tách ra để tái lập thị xã Nghĩa Lộ và dời huyện lỵ về xã Sơn Thịnh.
Ngày 24 tháng 12 năm 2003, chuyển 3 xã Nghĩa An, Nghĩa Lợi và Nghĩa Phúc về thị xã Nghĩa Lộ quản lý.
Đến cuối năm 2019, huyện Văn Chấn có diện tích 1.207,37 km², dân số là 153.822 người, mật độ dân số đạt 127 người/km², có 31 đơn vị hành chính cấp xã trực thuộc, bao gồm 3 thị trấn: Nông trường Liên Sơn, Nông trường Nghĩa Lộ, Nông trường Trần Phú và 28 xã: An Lương, Bình Thuận, Cát Thịnh, Chấn Thịnh, Đại Lịch, Đồng Khê, Gia Hội, Hạnh Sơn, Minh An, Nậm Búng, Nậm Lành, Nậm Mười, Nghĩa Sơn, Nghĩa Tâm, Phù Nham, Phúc Sơn, Sơn A, Sơn Lương, Sơn Thịnh, Sùng Đô, Suối Bu, Suối Giàng, Suối Quyền, Tân Thịnh, Thạch Lương, Thanh Lương, Thượng Bằng La, Tú Lệ.
Ngày 10 tháng 1 năm 2020, Ủy ban Thường vụ Quốc hội ban hành Nghị quyết số 871/NQ-UBTVQH14 về việc sắp xếp các đơn vị hành chính cấp huyện, cấp xã thuộc tỉnh Yên Bái (nghị quyết có hiệu lực từ ngày 1 tháng 2 năm 2020). Theo đó:
- Điều chỉnh toàn bộ 77,47 km² diện tích tự nhiên và 37.018 người thuộc 6 xã: Phù Nham, Sơn A, Hạnh Sơn, Phúc Sơn, Thanh Lương, Thạch Lương và thị trấn Nông trường Nghĩa Lộ về thị xã Nghĩa Lộ quản lý
- Thành lập thị trấn Sơn Thịnh (thị trấn huyện lỵ huyện Văn Chấn) trên cơ sở toàn bộ diện tích và dân số của xã Sơn Thịnh.

Huyện Văn Chấn có 3 thị trấn và 21 xã như hiện nay.

## Du lịch
Văn Chấn có nguồn suối khoáng nước nóng ở địa bàn thị trấn Sơn Thịnh có thể khai thác phục vụ nghỉ dưỡng và tắm khoáng, nằm gần đó là khu vực Suối Giàng với loại chè Suối Giàng ngon có tiếng.
Các đặc sản của Văn Chấn nổi tiếng với xôi nếp Tú Lệ, chè tuyết cổ thụ Suối Giàng.